# كارلوس ريفاس
كارلوس ريفاس (بالإسبانية: Carlos Rivas)‏ (24 مايو 1953 بشيمبارونغو في تشيلي - ) هو مدرب كرة قدم ولاعب كرة قدم تشيلي في مركز الوسط، شارك في كأس العالم 1982. وشارك مع منتخب تشيلي لكرة القدم. أما مع النوادي، فقد لعب مع أوداكس إيتاليانو وكولو-كولو ويونيون إسبانيولا وسانتياغو مورنينغ ‏ وديبورتيس أنتوفاغاستا ونادي كونسيبسيون ‏.

## روابط خارجية
- كارلوس ريفاس على موقع قاعدة بيانات كرة القدم.إي يو (الإنجليزية)
- كارلوس ريفاس على موقع ناشيونال فوتبول تيمز (الإنجليزية)
- كارلوس ريفاس على موقع Soccerway.com (الإنجليزية)